# Phạm Lê Tuấn
 Phạm Lê Tuấn (sinh năm 1958) là một Phó Giáo sư, Tiến sĩ và chính khách Việt Nam. Ông nguyên là Ủy viên Ban cán sự Đảng, Thứ trưởng Bộ Y tế.

## Lý lịch và học vấn
Phạm Lê Tuấn sinh ngày 31 tháng 10 năm 1958, quê quán huyện Từ Liêm, thành phố Hà Nội.
Ông có học hàm học vị: Phó Giáo sư, Tiến sĩ

## Sự nghiệp
Ông từng giữ các chức vụ: Phó Trưởng phòng Nghiệp vụ y, Sở Y tế Hà Nội; Trưởng phòng Kế hoạch - Tài chính, Sở Y tế Hà Nội; Phó Giám đốc Sở Y tế Hà Nội; Phó Vụ trưởng Vụ Kế hoạch - Tài chính, Bộ Y tế; Vụ trưởng Vụ Kế hoạch - Tài chính, Bộ Y tế.
Ngày 25/5/2013, Thủ tướng Chính phủ đã ban hành Quyết định số 809/QĐ-TTg về việc bổ nhiệm Phạm Lê Tuấn, Vụ trưởng Vụ Kế hoạch - Tài chính, Bộ Y tế giữ chức vụ Thứ trưởng Bộ Y tế.
Ngày 30-05-2018, tại công văn số 704/TTg-TCCB của Thủ tướng Chính phủ đồng ý kéo dài thời gian giữ chức vụ Thứ trưởng Bộ Y tế đối với ông Phạm Lê Tuấn kể từ ngày 25/5/2018 cho đến thời điểm đủ tuổi nghỉ hưu theo quy định.